# Off to See the World
Off to See the World è un singolo del gruppo musicale danese Lukas Graham, pubblicato il 5 ottobre 2017 come secondo estratto dalla colonna sonora My Little Pony - Il film del film omonimo.

## La canzone
Off to See the World è la settimana traccia della colonna sonora del film My Little Pony ed è scritta da Lukas Forchhammer, Christopher Brown, Morten Jensen, Stefan Forrest, Morten Pilegaard, David Labrel. Nel film la canzone viene utilizzata nei titoli di coda subito dopo Rainbow.

## Tracce
Download digitale
Testi e musiche di Lukas Forchhammer, Christopher Brown, Morten Jensen, Stefan Forrest, Morten Pilegaard, David Labrel.
1. Lukas Graham – Off to See the World – 3:04

## Produzione
- Future Animals & Pilo – Produzione
- Brody Brown – Co-produzione
- Steve Rusch – Mixaggio
- Morten Pilegaard – Mixaggio
- Hotae Alexander Jang – Assistente al mixaggio